# 30 Urania
För andra betydelser, se Urania (olika betydelser).
30 Urania eller 1948 JK är en asteroid som upptäcktes 22 juli 1854 av den brittiske astronomen John Russell Hind i London. Asteroiden är uppkallad efter Urania, astronomins musa inom grekisk mytologi.